# 에스보트

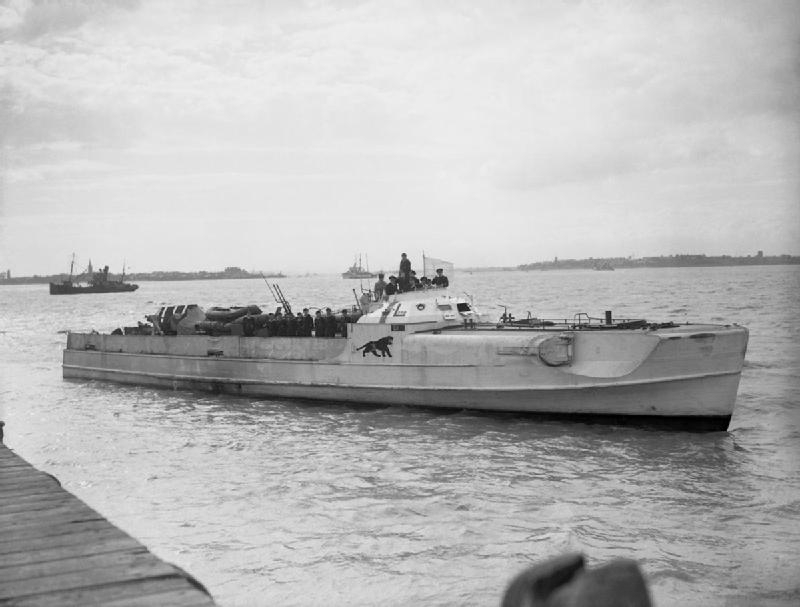

에스보트(독일어: S-boot)는 슈넬보트(독일어: Schnellboot)의 두문자 줄임말로, 제2차 세계 대전 당시 독일 국방군 전쟁해군의 고속공격정들을 가리키는 말이다. 가장 대표적인 함급은 S-100급으로, 중무장한 채 43.5 노트(시속 80.6 킬로미터) 항행이 가능했으며 일시적으로 48노트(시속 89 킬로미터)까지 가속이 가능했다. 연합국 측에서는 이보트(E-boat)라고 불렀다.
에스보트들은 전장 35 미터에 가로 5.1 미터로 연합군의 초계어뢰정들과 비교했을 때 더 길고 날렵했다. 동력으로는 디젤 엔진을 사용하여 가솔린을 연료로 사용한 미국 초계어뢰정들 및 영국의 고속어뢰정들에 비해 항속거리가 더 길었다(약 700 해리).
영국 왕립해군은 이에 대응하기 위해 페어마일 D 고속어뢰정을 개발했다.

## 같이 보기
- 에르보트